# Hrabstwo Chickasaw (Missisipi)
Hrabstwo Chickasaw (ang. Chickasaw County) – hrabstwo w stanie Missisipi w Stanach Zjednoczonych. Obszar całkowity hrabstwa obejmuje powierzchnię 504,27 mil² (1306,05 km²). Według szacunków United States Census Bureau w roku 2009 miało 18 683 mieszkańców.
Hrabstwo powstało w 1836 roku.

## Miejscowości
- Houston
- New Houlka
- Okolona
- Woodland (wieś)[4].

| Populacja hrabstwa w poprzednich latach | Populacja hrabstwa w poprzednich latach |
| Rok                                     | Liczba ludności                         |
| --------------------------------------- | --------------------------------------- |
| 1980                                    | 17 818                                  |
| 1990                                    | 18 085                                  |
| 2000                                    | 19 440                                  |
| 2005                                    | 19 184                                  |